# Ludowice
Ludowice [ludɔˈvit͡sɛ] es un pueblo ubicado en el distrito administrativo (gmina) de Rynsk, en el condado de Wąbrzeźno, voivodato de Cuyavia y Pomerania (Polonia). Según el censo de 2011, tiene una población de 225 habitantes.
Está ubicado aproximadamente a 8 kilómetros al suroeste de Wąbrzeźno y a 29 kilómetros al noreste de Toruń.